# 拟膝瓣乌头
拟膝瓣乌头（学名：Aconitum pseudogeniculatum）为毛茛科乌头属下的一个种。

## 扩展阅读
維基物種上的相關：拟膝瓣乌头